# Jekaterina Wadimowna Muraschowa
Jekaterina Wadimowna Muraschowa (russisch Екатерина Вадимовна Мурашова; * 22. Februar 1962 in Leningrad) ist eine sowjetische bzw. russische Familien- und Kinderpsychologin und Schriftstellerin.

## Leben
Muraschowa studierte an der Universität Leningrad (LGU) in der Fakultät für Biologie und Bodenkunde mit Spezialisierung  auf Embryologie (Abschluss 1986). Sie haspelte in einer Fabrik und kümmerte sich um Tiere im Zoo und im Zirkus. Sie nahm an Expeditionen im ganzen Land teil und war am Weißen Meer, auf Kamtschatka, Sachalin und den Kurilen. Sie war wissenschaftliche Mitarbeiterin  am Lehrstuhl für Embryologie der LGU und im Institut für Experimentelle Medizin. Sie studierte dann in der Fakultät für Psychologie der LGU, die nun die Universität St. Petersburg war (Abschluss 1993). Sie ist nun praktizierende Familien- und Kinderpsychologin, ist verheiratet und hat zwei Kinder.
Muraschowas erste Veröffentlichung war 1989 die Erzählung Talisman in dem Almanach Druschba (Freundschaft). Sie ist Mitglied des Verbands der Schriftsteller St. Petersburgs. Mit Marija Semjonowa verfasste sie den Roman Uiti wmeste s wetrom (Weggehen mit dem Wind).

## Ehrungen, Preise
- Literaturpreis Sawetnaja metschta (Wunschtraum) für Kinder- und Jugendliteratur (2005, 2007)[2][5]
- Nominierung für den Astrid-Lindgren-Gedächtnis-Preis (2009, 2010)[2][3]